# حجر لميس (إقليم)
حجر-ميس (بالفرنسية: Hadjer-Lamis)‏ هو إقليم من ضمن 23 إقليم تشاد. ويقع في الجنوب الغربي من البلاد. عاصمته ماساكوري. وهي تتوافق مع جزء من محافظة شاري باقرمي السابقة (المحافظات الفرعية في بوكورو وماساكوري ) وأجزاء من نجامينا.

## جغرافيا
يحد الإقليم من إقليم لاك وإقليم كانيم وإقليم بحر الغزال من الشمال وإقليم البطحة وإقليم القيرة من الشرق وإقليم شاري باقرمي وانجامينا من الجنوب والكاميرون من الغرب. تقع أقصى الشمال الغربي للإقليم على حدود بحيرة تشاد .

### المستوطنات
ماساكوري هي العاصمة الإقليمية. ويشمل الإقليم مستوطنات رئيسية أخرى بوكورو ، قاما ، كارال ، مساقط ، مواتو ، نجامينا فارا وتوربا.

## التركيبة السكانية
في تعداد عام 2009 ، بلغ إجمالي عدد السكان في الإقليم 562957 ، 50.1 ٪ من الإناث. كان متوسط حجم الأسر حتى عام 2009 5.1: 5.1 في الأسر الريفية، 4.7 في المناطق الحضرية. كان إجمالي عدد الأسر 110.170: كان 93126 في المناطق الريفية و 17044 في المناطق الحضرية. بلغ عدد البدو الرحل في الإقليم 26,615 أي 6.9٪ من إجمالي السكان. كان هناك 55939 شخص يقيمون في أسر خاصة. كان هناك 239,133 شخصًا فوق سن 18 عامًا: 115,212 ذكرًا و 123,921 أنثى. كانت نسبة الجنس 100.00 لكل مائة من الذكور. كان هناك 536342 موظفًا مقيمًا، أي 5٪ من إجمالي السكان.
المجموعات الإثنية اللغوية الرئيسية هي المجموعات العربية (التي تتحدث عمومًا اللغة العربية التشادية ، بودوما، دازازا توبو ، كانوري ، مالغبي ومبادي .

## الإدارة
وينقسم إقليم حجرلميس إلى ثلاثة محافظات، وهي دبابا (العاصمة بوكورو)، داقانا (العاصمة ماساكوري) وحراز البيار (العاصمة مساقط).
حجرلميس.jpg